# Las Efraima
Las Efraima – miejsce bitwy stoczonej między Dawidem a Absalomem. "Las Efraima" znajdował się na wschód od Jordanu, w pobliżu biblijnego Machanaim (identyfikowanym z Khirbet Mahneh).